# سان ویسنته دل کاگوان
سان ویسنته دل کاگوان (به اسپانیایی: San Vicente del Caguán) یک سکونتگاه مسکونی در کلمبیا است که در بخش کاکئتا واقع شده‌است.

## خصوصیات
سان ویسنته دل کاگوان ۲۱٬۹۲۳ کیلومترمربع مساحت و ۶۲٬۰۹۶ نفر جمعیت دارد و ۲۸۰ متر بالاتر از سطح دریا واقع شده‌است.